# Peaky Blinders
Peaky Blinders là một tổ chức băng đảng đường phố có địa bàn tại Birmingham của nước Anh, hoạt động từ cuối thế kỷ 19 đến sau Thế chiến thứ nhất. Băng đảng và những nhóm người khác tương tự xuất phát từ điều kiện sống tồi tàn và khó khăn kinh tế thống trị nước Anh công nghiệp. Nghèo đói là nguyên nhân chính cho sự hình thành của các băng đảng bắt đầu với những cậu bé móc túi như một cách kiếm tiền. Họ có được sức mạnh xã hội từ các vụ cướp bóc, bạo lực, đấu giá, cá cược bất hợp pháp và kiểm soát cờ bạc.
Các thành viên băng đảng Peaky Blinders diện trang phục đặc trưng bao gồm áo măng tô, gi lê, khăn choàng lụa, quần ống loe, giày da và hầu hết đội mũ nắp phẳng. Thay vào đó, họ là những tên xã hội đen muốn sử dụng trang phục để nhấn mạnh địa vị bản thân ở khu ổ chuột công nghiệp trong khi nổi loạn chống lại chính quyền của cơ sở thượng lưu truyền thống.
Sự khét tiếng và phong cách của băng đảng Peaky Blinders khiến họ nhận được sự chú ý lớn, khả năng kiểm soát, lách luật và thể hiện tiền thắng cược của họ vẫn là một hiện tượng văn hóa và lịch sử vẫn đang thu hút sự chú ý ngày nay. Trong khi sức mạnh của Peaky Blinders mờ dần theo thời gian, huyền thoại về băng đảng này vẫn còn tồn tại trong văn hóa đại chúng ngày nay. Vào năm 2013, một bộ phim cùng tên đã được sử dụng lại cho loạt phim truyền hình hư cấu trên Đài truyền hình BBC.

## Từ nguyên
Cái tên "Peaky Blinders" được cho là bắt nguồn từ các thành viên băng đảng này khi khâu lưỡi dao lam vào vành chiếc mũ nồi mà sau đó có thể được sử dụng làm vũ khí. Tuy nhiên, vì công ty Gillette chỉ giới thiệu hệ thống dao cạo an toàn có thể thay thế đầu tiên vào năm 1903 ở Hoa Kỳ, và mãi đến năm 1908, nhà máy đầu tiên sản xuất chúng ở nước Anh mới mở cửa. Tác giả người Anh John Douglas đến từ Birmingham, tuyên bố chiếc mũ nồi được sử dụng làm vũ khí, đã mô tả các thành viên với lưỡi dao cạo được khâu vào vành chiếc mũ sẽ khiến kẻ thù lóa mắt, trong cuốn tiểu thuyết A Walk Down Summer Lane.
Tuy nhiên, theo giáo sư Carl Chinn, Chủ tịch Lịch sử Cộng đồng tại Đại học Birmingham lại cho rằng, câu chuyện về lưỡi dao cạo râu rõ ràng là truyền thuyết vì vào thời điểm đó thì lưỡi dao cạo rất đắt và không có cách nào để khâu những lưỡi dao đó vào mũ, vì thế không có bằng chứng nào hỗ trợ điều đó. Cái tên "Peaky Blinders" thực sự là một tham chiếu đến sự thanh lịch của nhóm băng đảng này. "Blinder" là một thuật ngữ tiếng lóng quen thuộc của cộng đồng ở Birmingham (vẫn được sử dụng ngày nay) để mô tả một cái gì đó hoặc một người nào có vẻ ngoài bảnh bao. Giáo sư cũng cho biết thêm, việc sử dụng phổ biến của "peaky" tại thời điểm thế kỷ 19 đề cập đến bất kỳ chiếc mũ nồi nào có nút trên đỉnh.
Một lời giải thích khác có thể là từ hành vi tội phạm của chính băng đảng này: Các tên tội phạm được biết là lẻn từ phía sau, sau đó kéo chiếc mũ nồi xuống, ụp trên mặt nạn nhân khiến họ không thể phân biệt ai là kẻ cướp.

### Những năm đầu

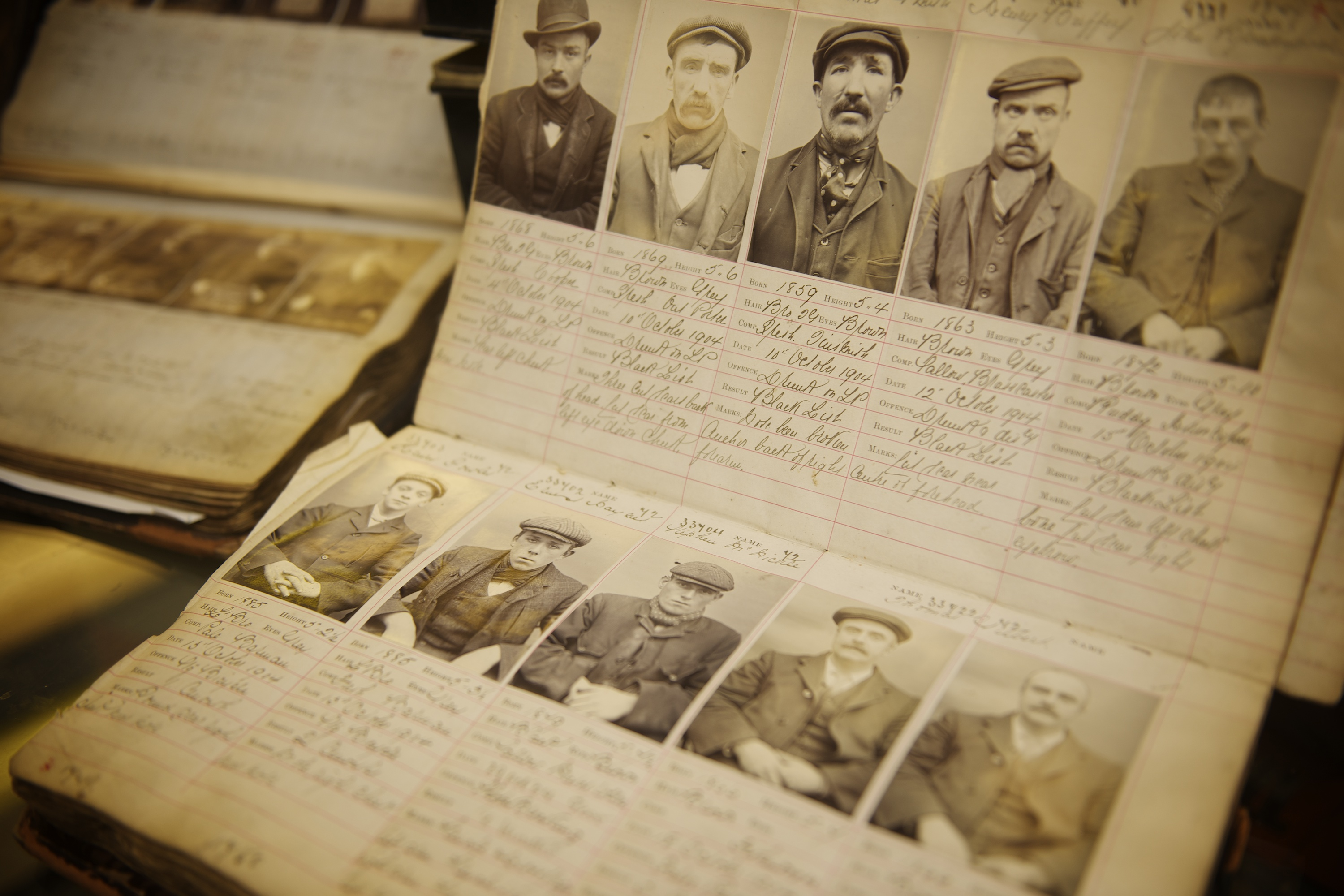
Hồ sơ Peaky Blinders, nhóm băng đảng đường phố (1908)

### Thành viên khét tiếng

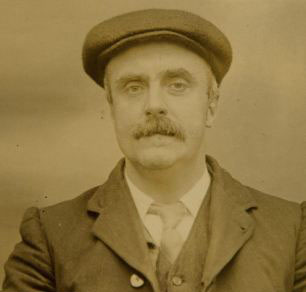
Thomas Gilbert vào năm 1905, bức ảnh thành viên khét tiếng của băng đảng Peaky Blinders

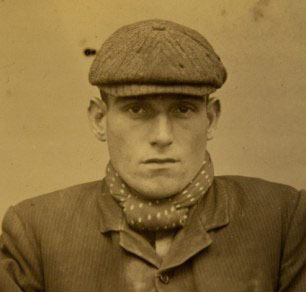
Stephen McNickle vào năm 1904

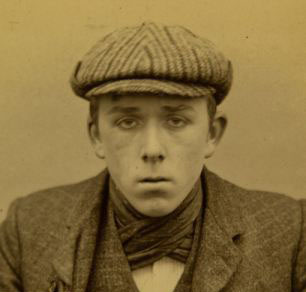
Ernest Bayles vào năm 1905

## Vũ khí

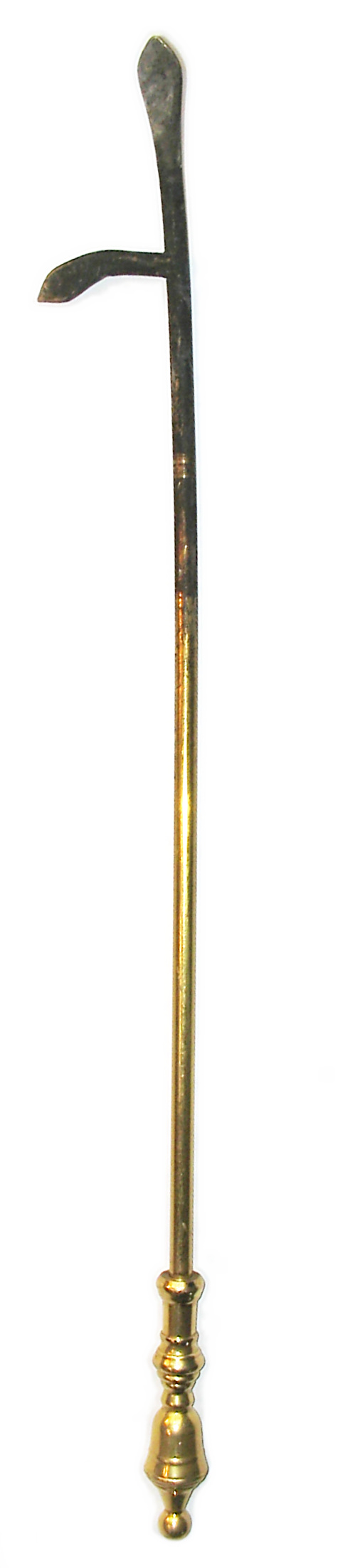
Các thành viên của băng đảng Peaky Blinders được trang bị một chiếc giùi khắc nung.

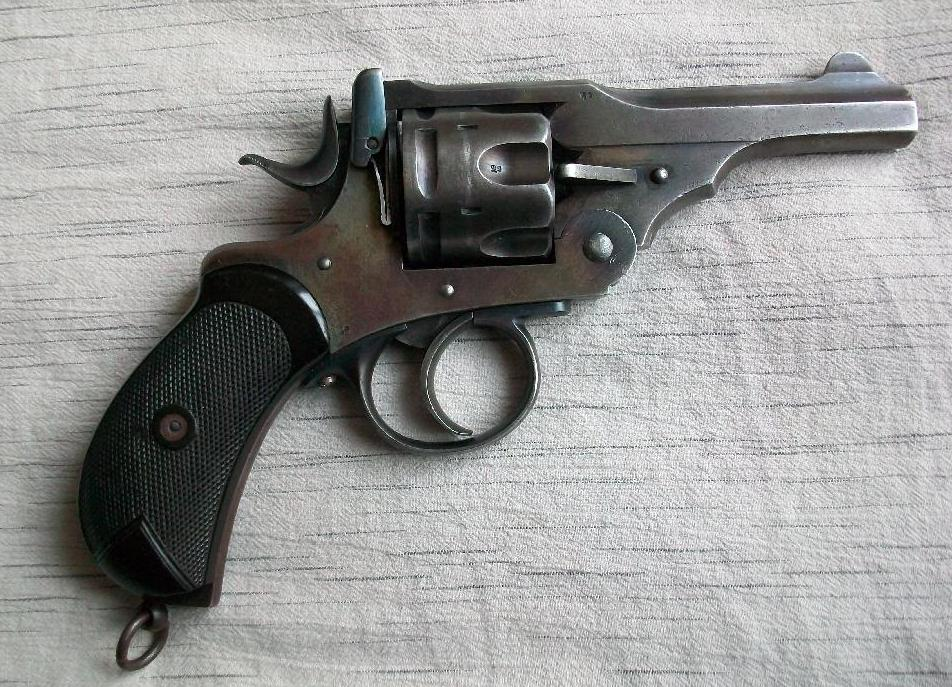
súng lục